# 茲尼亞齊奧沃
48°29′0″N 22°30′53″E / 48.48333°N 22.51472°E

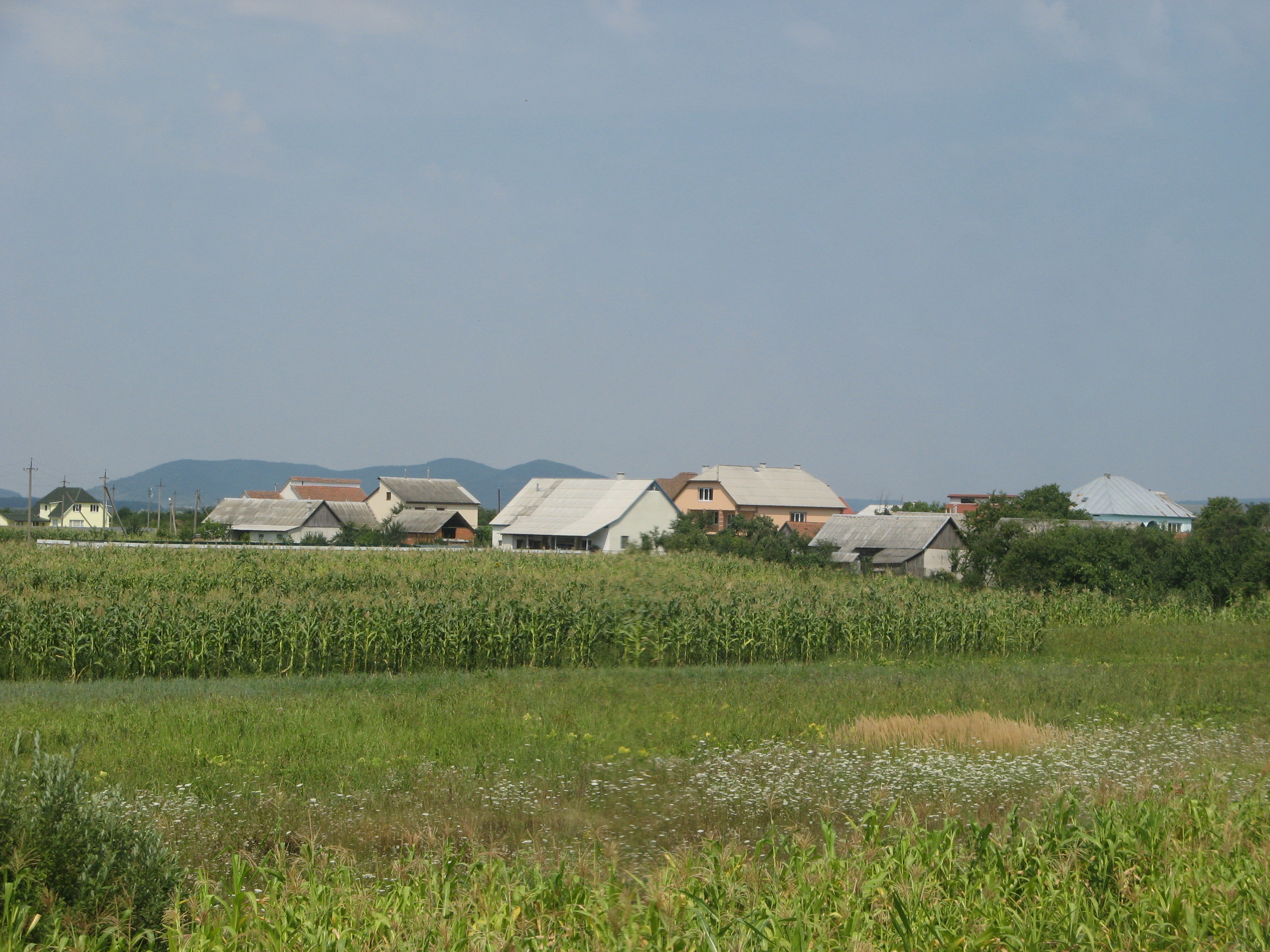

茲尼亞齊奧沃（烏克蘭語：Зняцьово），是烏克蘭的村落，位於該國西部外喀爾巴阡州，由穆卡切沃區負責管轄，始建於1248年，面積3.24平方公里，海拔高度110米，2001年人口1,707，人口密度每平方公里527.34人。